# 盧愈奇
盧愈奇，字滋大，河南省陳州府扶溝縣人，清朝政治人物、同進士出身。
康熙五十七年（1718年），登進士，任平凉府通判。